# Шикачик атоловий
Шика́чик атоловий (Edolisoma insperatum) — вид горобцеподібних птахів родини личинкоїдових (Campephagidae). Ендемік Федеративних Штатів Мікронезії. Раніше вважався підвидом тонкодзьобого шикачика.

## Опис
Довжина птаха становить 25 см. Самці дуже схожі на самців япського шикачика, мають переважно темно-сіре забарвлення, на обличчі у них сіра пляма. Самиці мають рівномірне каштанове забарвлення.

## Поширення і екологія
Атолові шикачики є ендеміками атолу Понпеї. Вони живуть в тропічних лісах і мангрових заростях. Зустрічаються на висоті до 800 м над рівнем моря

## Збереження
МСОП класифікує цей вид як такий, що знаходиться під загрозою зникнення. За оцінками дослідників, популяція атолових шикачиків становить від 600 до 1800 птахів. Їм загрожує знищення природного середовища.